# دو خواهر
دو خواهر فیلم سینمایی، به کارگردانی محمد بانکی محصول ۱۳۸۷ ایران است. این فیلم توسط شرکت تصویر دنیای هنر در سال‌های اولیه اکران توزیع شد.

## دربارهٔ فیلم
این فیلم در سال ۱۳۸۷ تولید و در عید فطر سال ۱۳۸۸ اکران شد. فیلم سینمایی دو خواهر دربارهٔ جوانی کلاهبردار است که همزمان با دو خواهر در چهره‌های متفاوت ارتباط برقرار می‌کند. داستان این فیلم با اقتباس از فیلم دوتا زیاده در سال ۱۹۹۵ با بازی آنتونیو باندراس می‌باشد.
تمامی سکانس‌های این فیلم، در شهر اصفهان، فیلم‌برداری شده‌است. در این فیلم، محمد رضا گلزار در دو شکل گریمی متفاوت با نام‌های امیر و افشین خالقی، حضور داشت و نیکی کریمی بازیگر و کارگردان سینمای ایران در کنار او نقش آفرینی کرده‌است.

## بازیگران
| بازیگر          | نقش                                   |
| --------------- | ------------------------------------- |
| محمدرضا گلزار   | امیر و افشین ( عاشق مهتاب )           |
| نیکی کریمی      | مهتاب ( خواهر مینا )                  |
| الناز شاکردوست  | مینا ( خواهر مهتاب ، همسر سابق جلال ) |
| حامد کمیلی      | جلال ( همسر سابق مینا )               |
| بهنوش بختیاری   | ستاره ( منشی امیر ، افشین )           |
| ارژنگ امیرفضلی  | بهروز ( عاشق ستاره )                  |
| هوشنگ حریرچیان  | پدر امیر                              |
| پوراندخت مهیمن  | مادر مهتاب و مینا                     |
| کوروش زارع پناه | صاحب رستوران                          |